# Érythron
Érythron (actuellement Al Athrun) est un site archéologique situé en Libye, en Cyrénaïque. D'origine grecque, le site renferme les ruines de deux basiliques en bon état de conservation. Il était un évêché à l'époque byzantine.